# Aeródromo Trilahue
El Aeródromo Trilahue (OACI: SCYB) es un terminal aéreo ubicado junto a la ciudad de Yumbel, Provincia de Biobío, Región del Biobío, Chile. Es de propiedad privada.